# 戴夫·安德森
戴夫·安德森（英語：Dave Anderson；1945年8月1日—）是一位苏格兰演员、编剧和爵士乐手。他可能最知名在Gregory's Girl中扮演Gregory的父亲，和在BBC苏格兰情景喜剧City Lights (1991)中扮演银行经理。其他的表演包括The Avengers （在"Build a Better Mousetrap"一集中） (1964)、The Omega Factor (1979)、 Murder Not Proven? (1984)、 Soldier Soldier (1996)和《超人前传》 (2002)。他分别于1986年、1993年、2000年和2004年在Taggart中出现。